# Fissarcturus poorei
Fissarcturus poorei is een pissebed uit de familie Antarcturidae. De wetenschappelijke naam van de soort is voor het eerst geldig gepubliceerd in 1998 door Kussakin & Vasina.